# Collégiale Saint-Barthélemy de Pimbo
La collégiale Saint-Barthélemy de Pimbo est une ancienne collégiale située sur la commune de Pimbo, dans le département français des Landes et la région Nouvelle-Aquitaine.
Les premières mentions de l'édifice remontent au XIe siècle, mais la légende locale attribue la fondation de l'institution à Charlemagne. Les parties les plus anciennes du bâtiment ont été construites au XIIe siècle. L'ensemble de l'église, ainsi qu'une salle romane sous le presbytère attenant à l'église, ont été inscrits monuments historiques en 1998. Plusieurs des objets qui y sont conservés sont également classés monuments historiques.
L'église est une étape sur la Via Podiensis ou Route du Puy du pèlerinage de Saint-Jacques-de-Compostelle.

## Historique
La collégiale Saint-Barthélemy de Pimbo est mentionnée pour la première fois dans un texte du XIe siècle. Cependant, une tradition locale la dit fondée par Charlemagne. Elle dépendait de la collégiale de Saint-Sernin de Toulouse.
La construction de l'édifice actuel à trois nefs et trois absides a lieu au XIIe siècle. D'après le pouillé du diocèse d'Aire, le clergé de la collégiale comprend au XVIe siècle, outre l'abbé et le chantre, sept chanoines. Les chanoines doivent chanter les matines au chœur six fois dans l'année lors des fêtes principales. On célèbre deux messes par jour, une chantée et une pour les défunts, et on dit quotidiennement vêpres et complies.
En 1569, pendant les guerres de religion, l'église, la maison abbatiale et les maisons canoniales sont brûlées ; les chefs réformés emportent les objets précieux, dont un calice et une croix d'argent, ainsi qu'une custode et plusieurs reliquaires. Cinq chanoines sont rançonnés et trois prêtres tués.
Le logis abbatial, situé au nord de la collégiale, est restauré et transformé en presbytère au XIXe siècle.
Le portail et le chevet de l'église sont inscrits aux monuments historiques respectivement en 1935 et 1950. L'église dans son ensemble, ainsi que son presbytère, la terrasse nord et la salle médiévale située en dessous, sont ensuite inscrits aux monuments historiques par arrêté du 6 janvier 1998.

## Architecture
Malgré de nombreuses destructions et restaurations, elle conserve encore son aspect militaire et défensif et un intéressant décor sculpté de la fin du XIIe siècle, notamment les modillons du chevet roman.

### Le chevet
Trois absides peu profondes composent le chevet, l'abside centrale étant précédée par une travée droite de chœur. De solides contreforts à ressauts viennent renforcer l'ensemble depuis l'extérieur ; ils scandent le mur, ouvert par des fenêtres à double ébrasement, que couronne une corniche soutenue par des modillons. L'homogénéité de l'appareil et la concordance des assises indique que la construction de cette partie de l'édifice a été réalisée en une seule campagne de travaux.

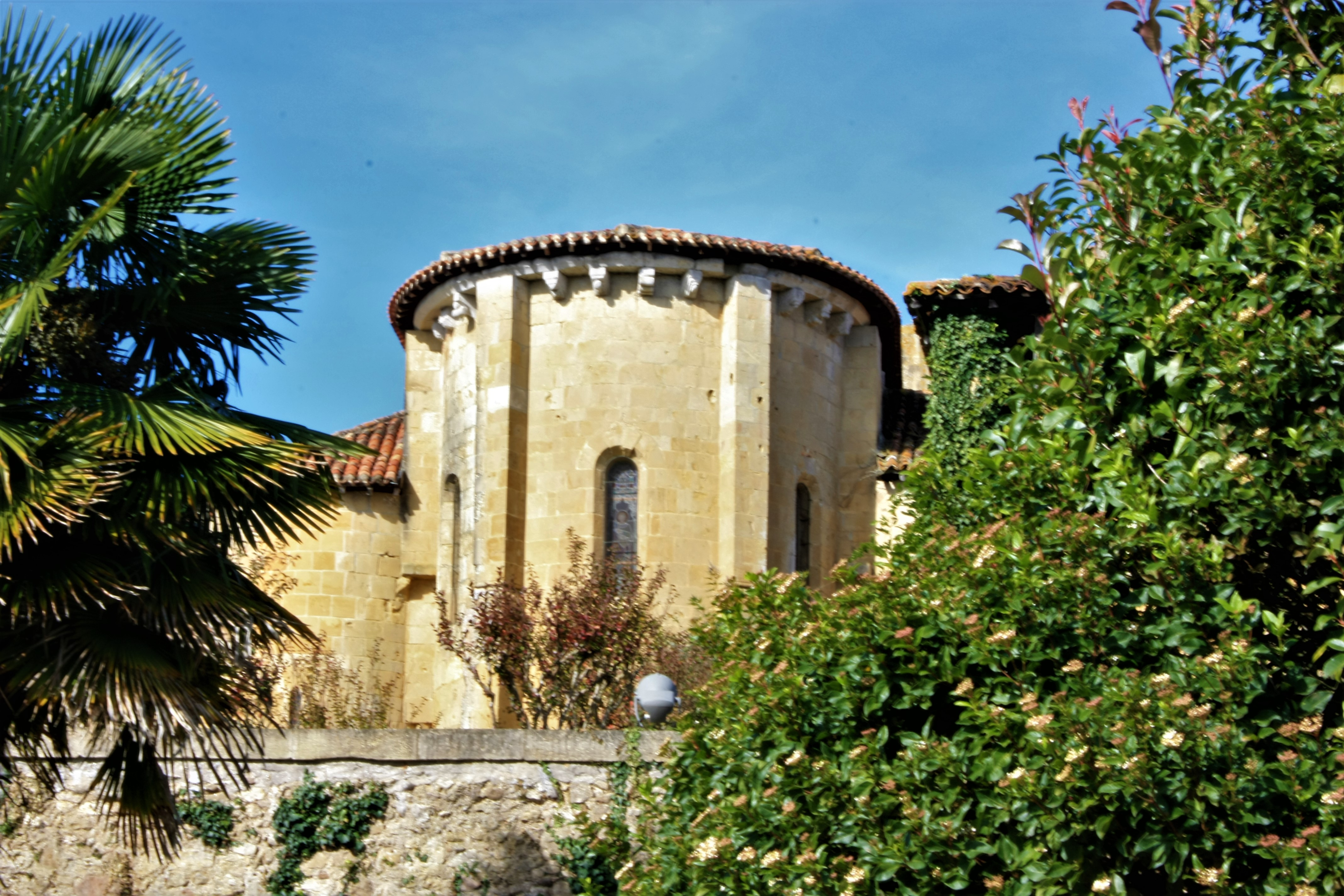
Chevet de la collégiale de Pimbo
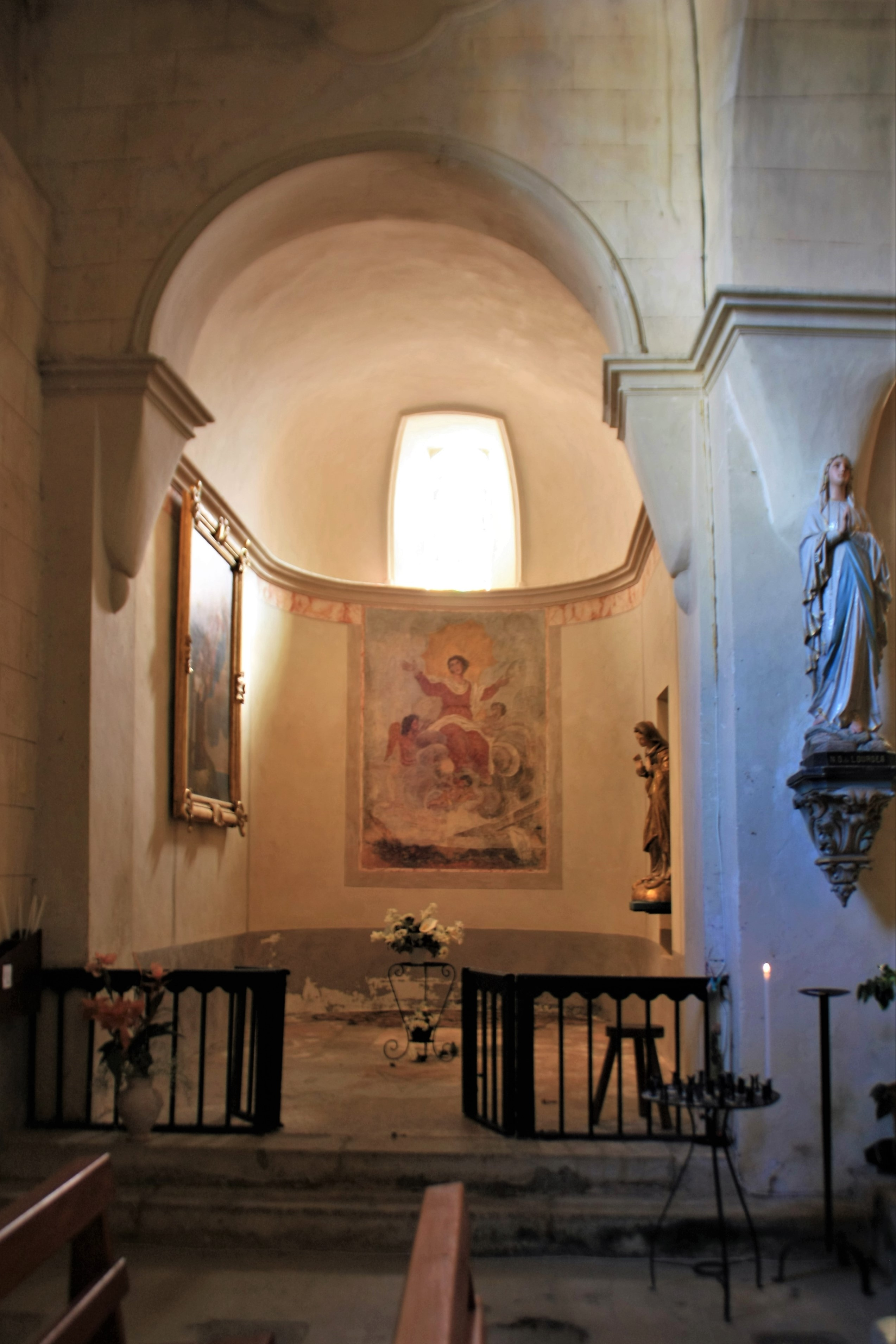
Église de Pimbo - Absidiole nord
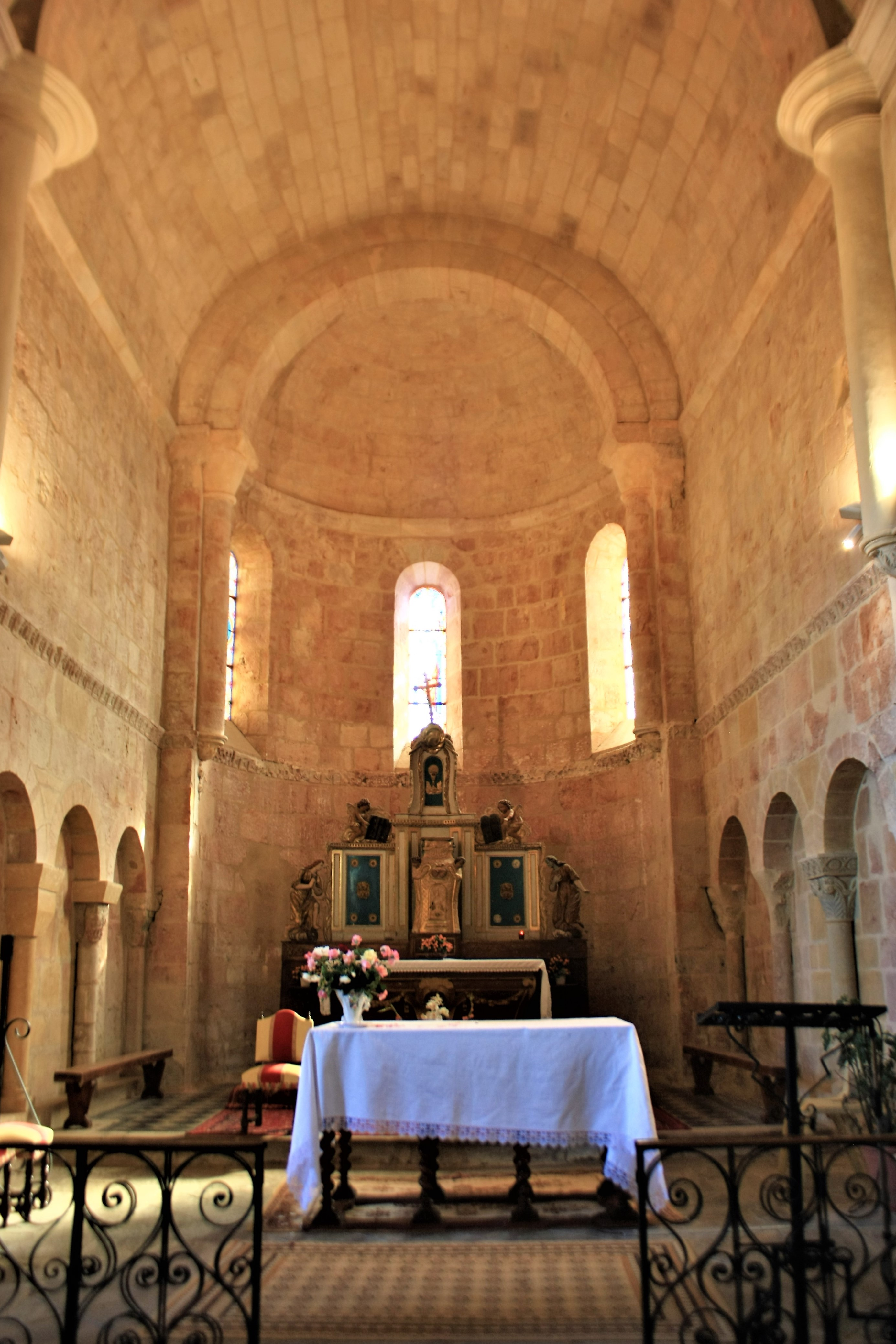
Chœur et abside romans de la collégiale de Pimbo
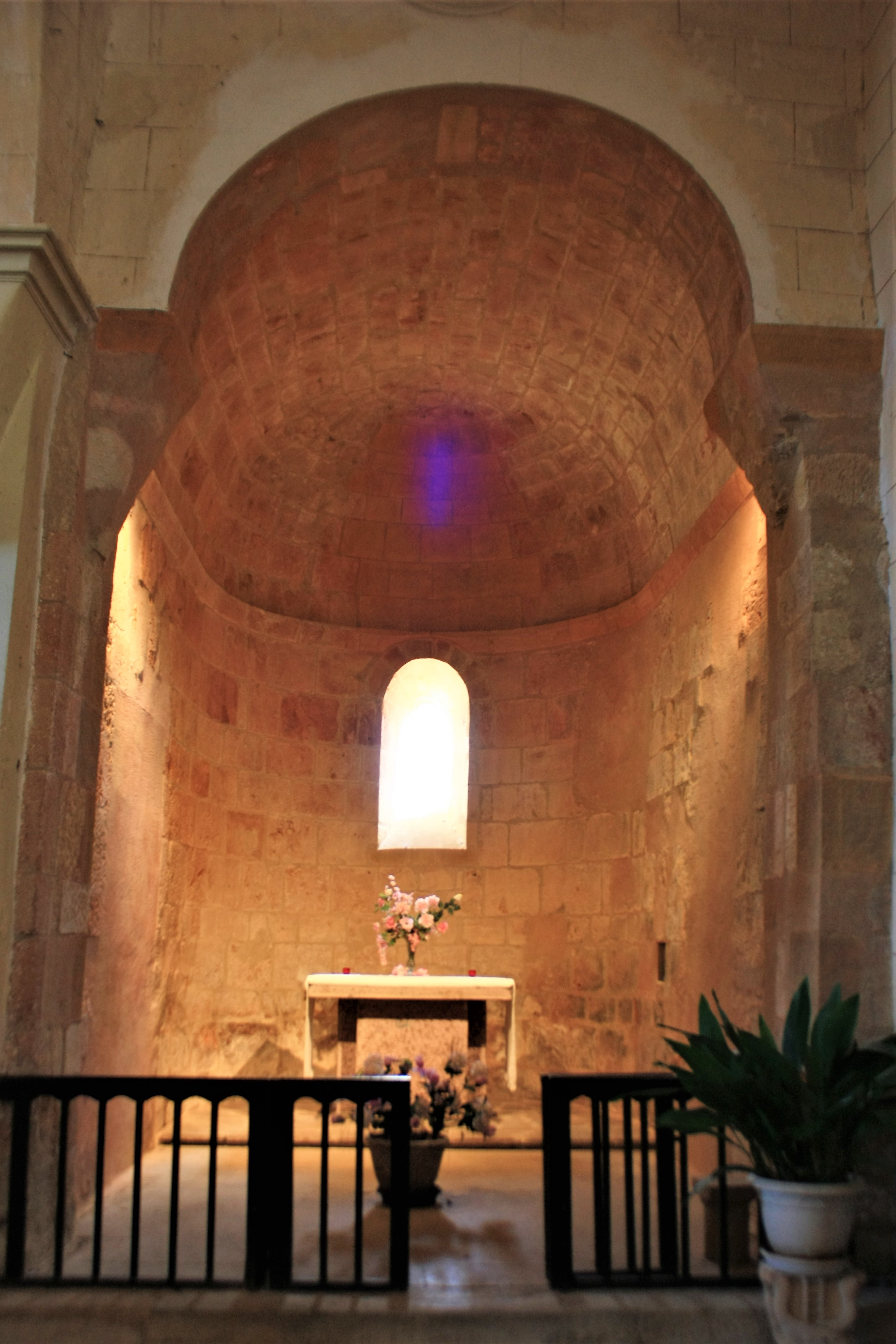
Église de Pimbo - Absidiole sud

### La nef

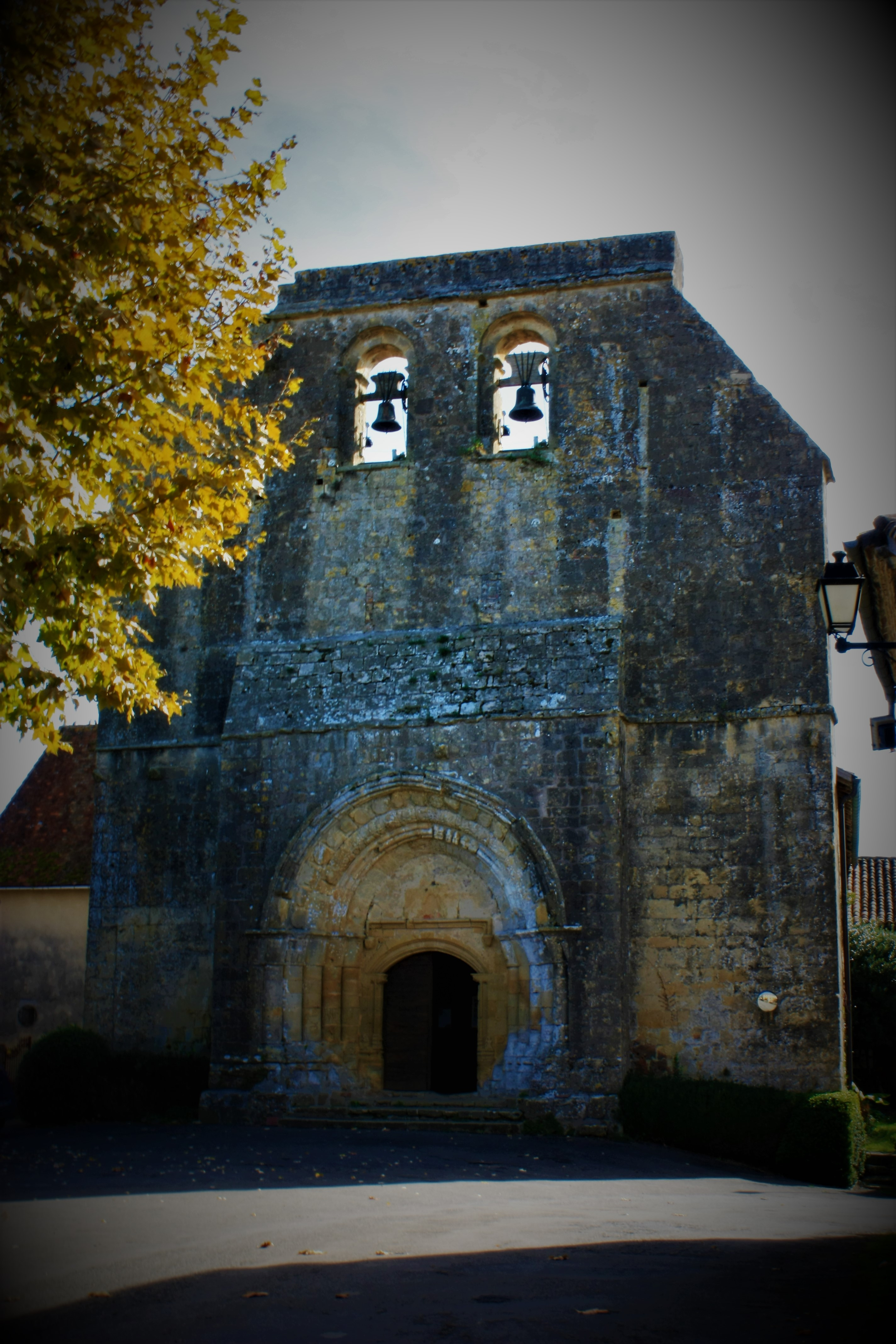
Façade de l'église de Pimbo

La nef à trois vaisseaux est couverte par une voûte en plein cintre. Ses murs témoignent de nombreuses restaurations dès le Moyen Âge. Rehaussée au XIVe siècle à des fins de fortification, elle dispose encore d'un chemin de ronde desservi par un escalier à vis,.

### La façade
La façade de l'église de Pimbo a la forme d'un puissant mur pignon ajouré de deux arcades portant deux cloches, et coiffé du chemin de ronde. Un massif saillant abrite le portail sculpté.

### Le presbytère et la salle romane
Le presbytère actuel, construit sur le flanc nord de l'église, servait de logis à l'abbé du chapitre collégial. Reconstruit après les guerres de religion, puis restauré au XIXe siècle pour loger le curé de la paroisse, il abrite une salle romane voûtée.

## Décor et mobilier

### Le décor sculpté
Le décor sculpté extérieur se compose essentiellement du portail sculpté de la façade et des modillons du chevet. Au portail occidental, de fortes colonnettes portent trois voussures en plein cintre décorées d'ornements géométriques et végétaux et de moulures qui accueillent six personnages exécutés par une main malhabile. Un seul des chapiteaux est sculpté : il montre quatre personnages maladroitement réalisés.
Les modillons du chevet portent des décors végétaux, des boules, des rouleaux, ainsi qu'un personnage accroupi portant un tonneau sur ses genoux.

Les diverses interventions médiévales, puis les guerres de religion ont conduit à la perte ou à la dégradation d'une grande part du décor intérieur. Plusieurs chapiteaux ont cependant subsisté et présentent des décors végétaux ou, parfois, des animaux, au-dessus de tailloirs ornés de rinceaux.

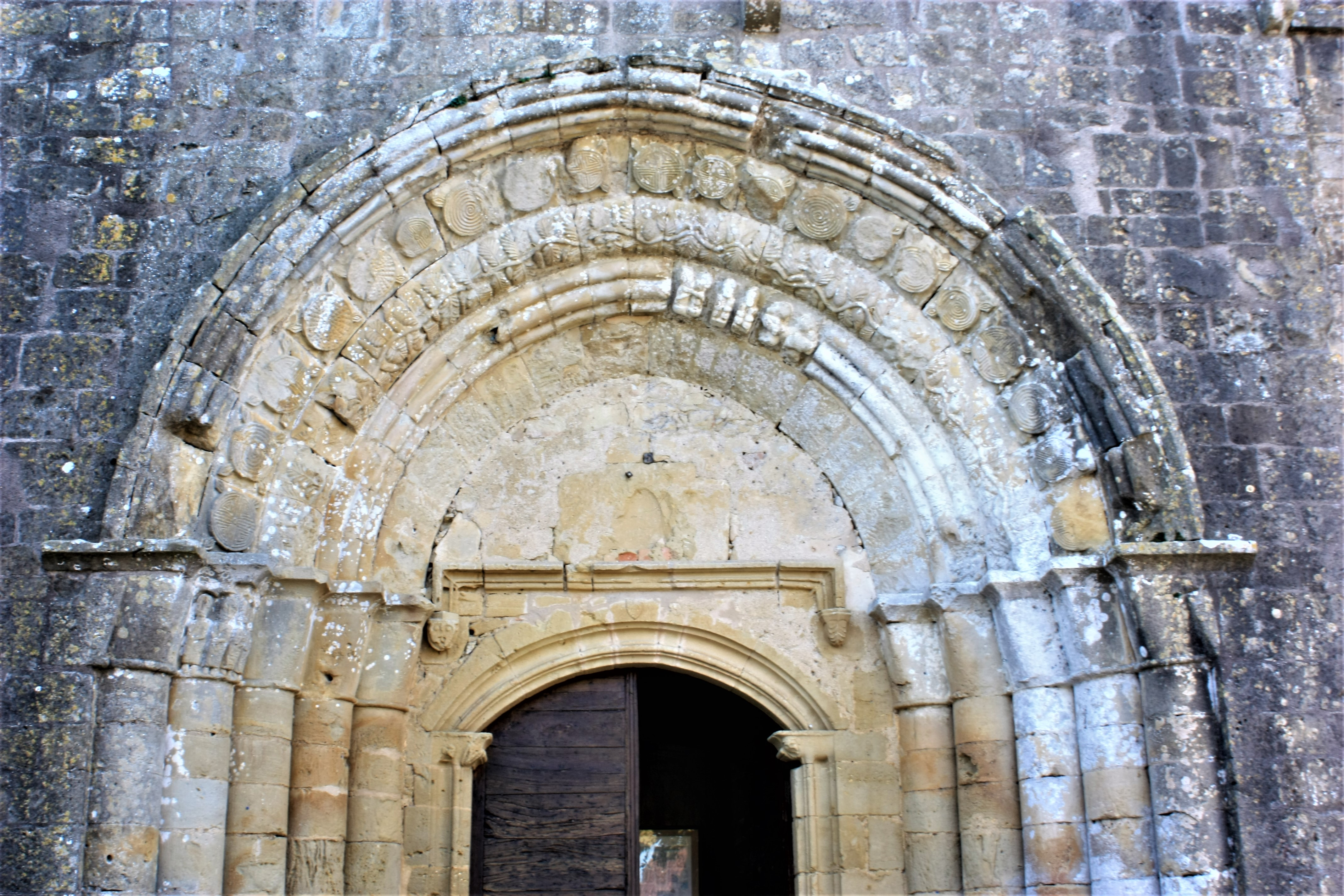
Portail de l'église de Pimbo
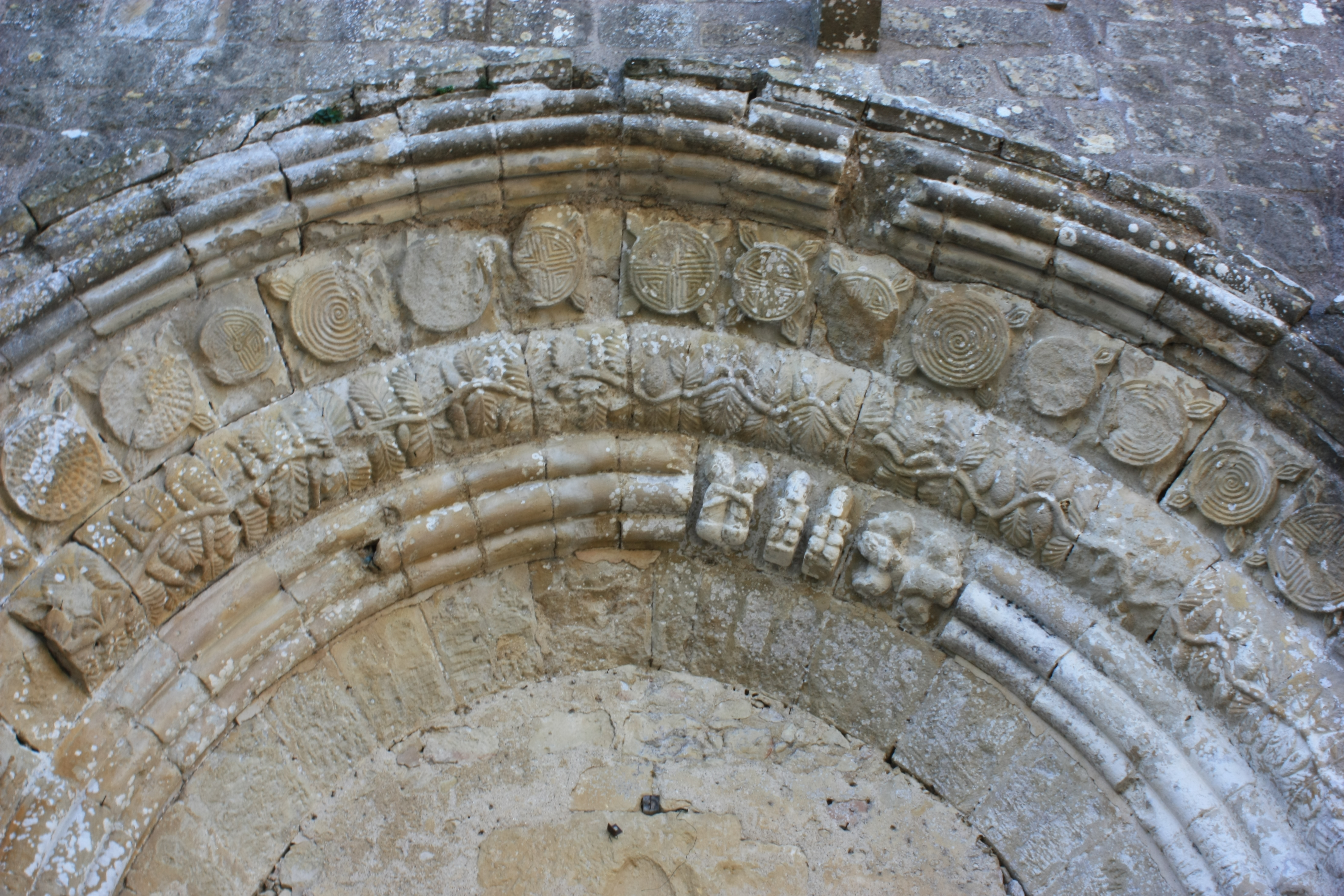
Voussures du portail
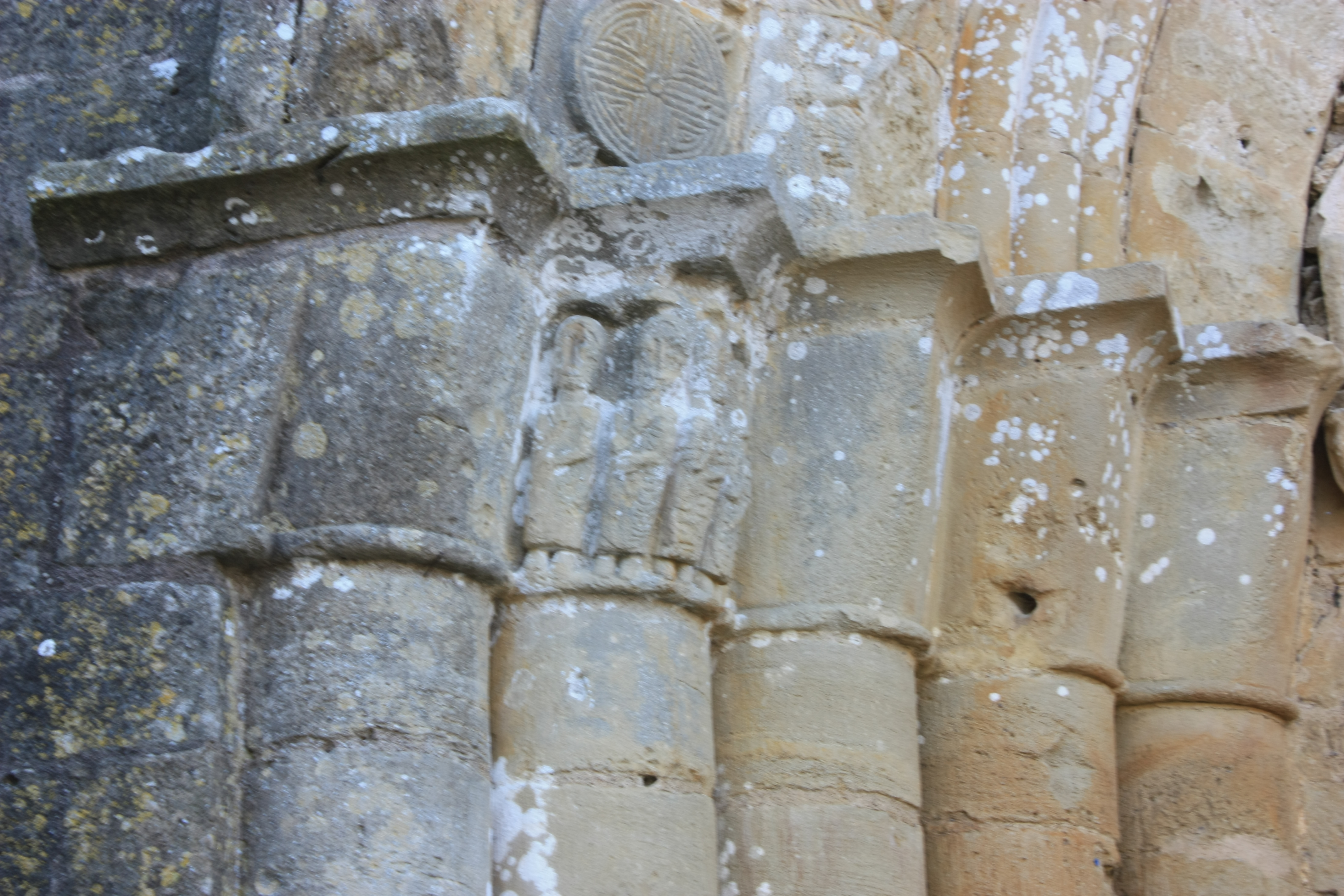
Chapiteau sculpté
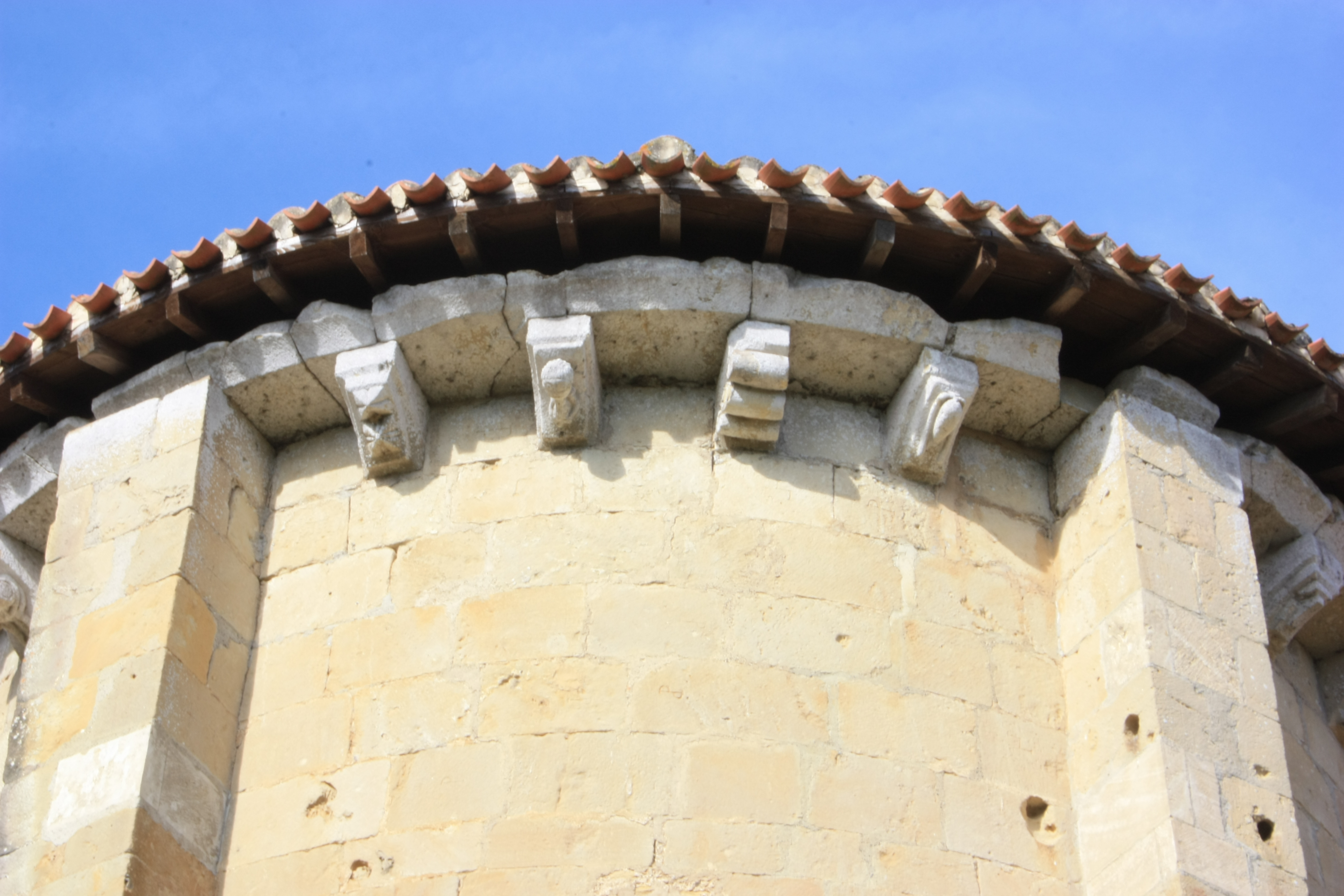
Modillons de la corniche de l'abside

### Le mobilier
L'église, remeublée et restaurée après les guerres de religion, abrite plusieurs objets anciens, inscrits aux monuments historiques :
- Un crucifix de bois du XVIIe siècle ;
- Le maître-autel du XVIIIe siècle, composé d'un autel, d'un tabernacle, d'une croix d'autel et d'une statue de la Vierge entourée de deux anges adorateurs ;
- Deux statues de saint Marc et d'un apôtre, peut-être saint Barthélemy, du XVIIIe siècle.

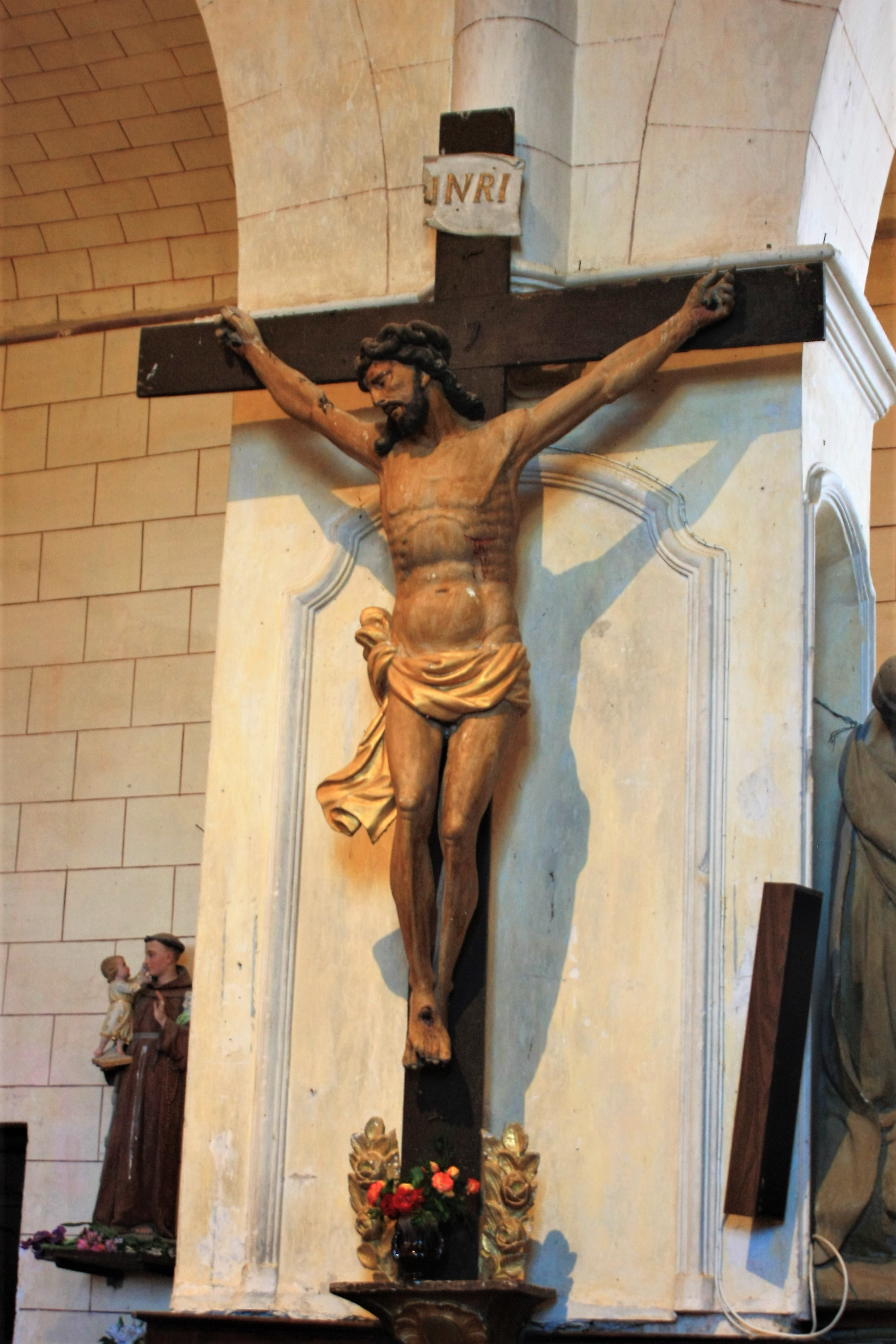
Crucifix
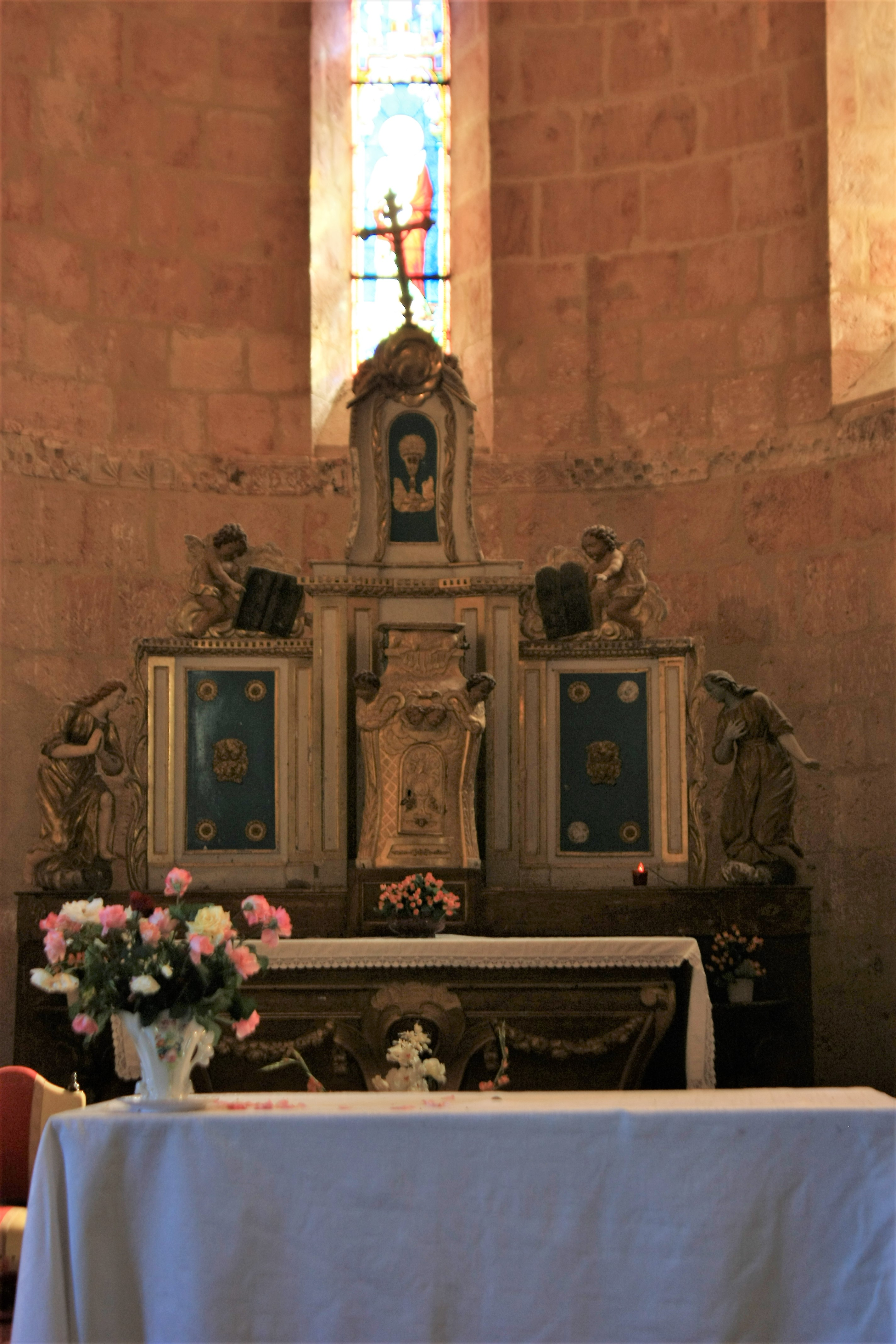
Maître-autel
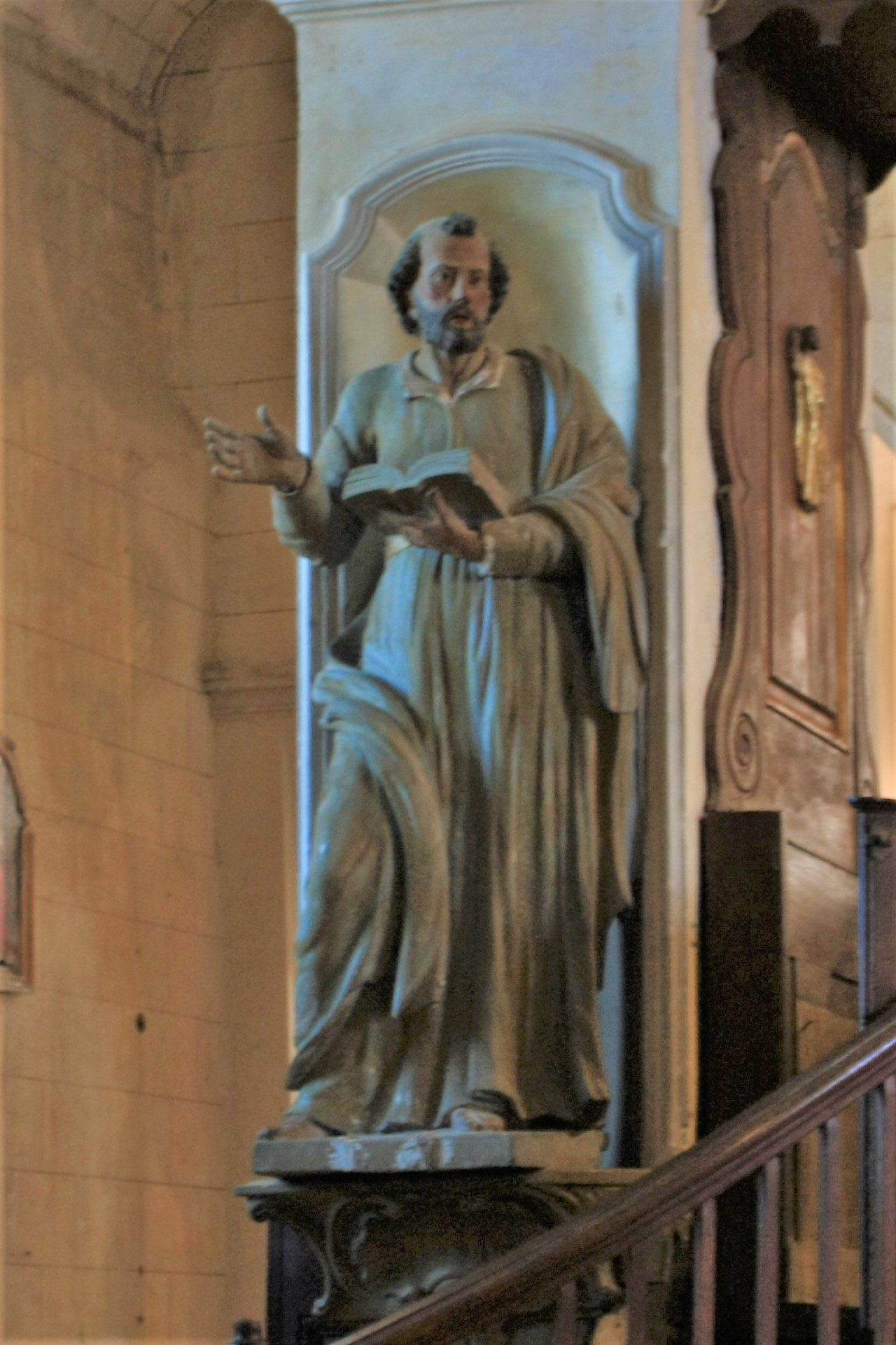
Saint Barthélemy
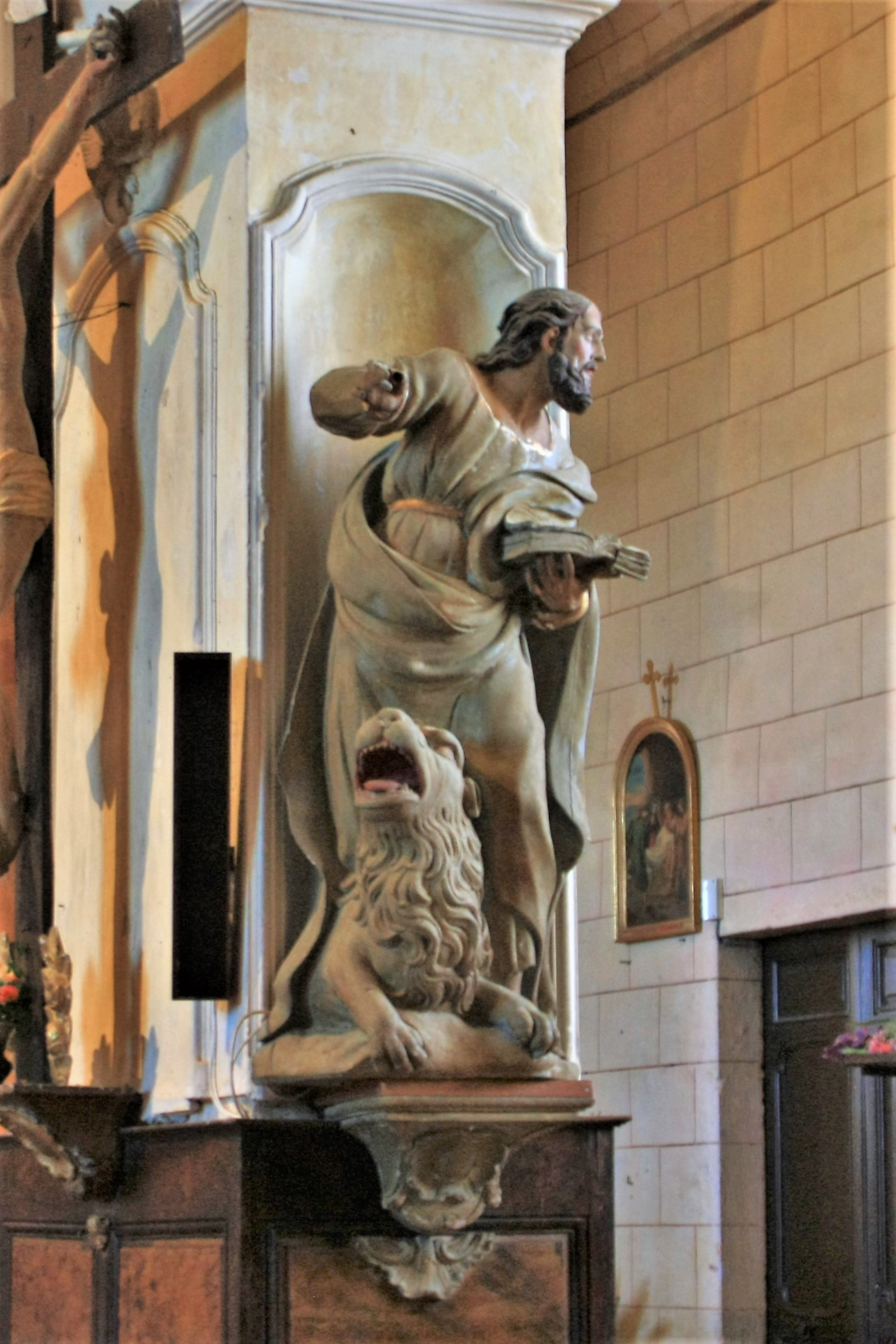
Saint Marc